# Idiocerus vitticollis
Idiocerus vitticollis är en insektsart som beskrevs av Matsumura 1905. Idiocerus vitticollis ingår i släktet Idiocerus och familjen dvärgstritar. Inga underarter finns listade i Catalogue of Life.